# Entrevista (filme de 1987)
Entrevista (Intervista) é um filme italiano de 1987, do gênero biográfico, dirigido por Federico Fellini.
O filme foi exibido fora de competição no 40º Festival de Cannes, em que Fellini foi premiado com o prêmio do 40º aniversário.

## Sinopse
O filme é um falso documentário, gravado onde supostamente Fellini está dirigindo o próximo filme, na Cinecittá, onde em um dia de antecedência, uma rede de TV japonesa vai até Fellini fazer uma entrevista. Fellini começa a lembrar de seus sonhos e do seu "tempo de ouro".
A partir dali aparece várias cenas da gravação do filme e Sergio Rubini, um falso retrato de Fellini quando jovem na forma de um jornalista que vai entrevistar uma famosa atriz, e alí ele faz sua primeira visita a Cinecittá.
No filme aparece também os atores de A Doce Vida: Marcelo Mastroianni e Anita Ekberg. Uma das mais famosas cenas é quando Mastroianni, fantasiado de Mandrake, faz uma mágica e pede para que ele e Anita Ekberg (na casa de Anita) voltem aos seus melhores tempos na juventude: aí é projetado o filme A Doce Vida e quando Ekberg ameaça chorar, Mastroianni faz outra mágica e faz desaparecer a tela.
O filme também é uma homenagem a Cinecittá, onde Fellini gravou todos seus maiores clássicos. O final do filme é simbólico, com um personagem dizendo que o filme já deveria acabar e já acabou.

## Elenco
- Sergio Rubini.... repórter / ele mesmo
- Antonella Ponziani.... Antonella
- Maurizio Mein.... ele mesmo
- Paola Liguori.... estrela
- Lara Wendel.... noiva
- Antonio Cantafora.... esposo
- Nadia Ottaviani.... virgem vestal
- Anita Ekberg.... ela mesma
- Marcello Mastroianni.... ele mesmo
- Eva Grimaldi.... atriz